# 勝部如春斎
勝部 如春斎（かつべ じょしゅんさい、享保6年（1721年） -天明4年6月27日（1784年8月12日））は、日本の江戸時代中期に活躍した絵師。

## 略伝
摂津国武庫郡西宮（現在の兵庫県西宮市）で、酒造業の名家・雑喉（ざこ）屋勝部源十郎兼唯の第三子（次男）として生まれる。天明7年（1787年）出版の『新撰和漢書画一覧』以来長らく姓は山本と誤伝されたが、これは同じ西宮で雑喉屋の屋号を持った別の名家・山本家と混同した誤りである。名は順蔵。字は兼寿、後に典寿。初め容斎、後に如春斎と号した。
大坂の狩野派絵師・櫛橋栄春斎に学んだといい、兄弟弟子に森狙仙の兄・森陽信（永春斎）がいる。後に狙仙は如春斎に弟子入りしたとされるが、それもこうした師弟の繋がりからだろう。摂津を中心に活動、特に浄土真宗寺院に作品が残っている。明和元年（1764年）44歳の時、九条尚実から「如春斎」の号を贈られ、以降「台賜如春斎」と署名する。64歳で没。墓所は、大阪市天王寺区の新清水寺にあった墓石は無縁仏として移動され、現在は三田市大舟寺に移されている。また、寛政12年（1800年）に弟子たちが建てた墓が西宮の茂松寺にあったが、後に同士の満池谷墓地に移された。
如春斎の実子は如春斎とり早く没したが、次兄・兼方の子が絵師となり、その画系は明治時代まで続いた。故郷の西宮市は太平洋戦争末期空襲で大きな被害に遭っており、如春斎の作品や史料の多くが消失したが、西宮神社には画稿約170点が残るなど西宮周辺にはまだまだ多くの作品が残っている。

## 作品
| 作品名                   | 技法                   | 形状・員数     | 寸法（縦x横cm）                      | 所有者             | 年代                 | 款記・印章                                                | 備考                                                   |
| ------------------------ | ---------------------- | -------------- | ------------------------------------ | ------------------ | -------------------- | --------------------------------------------------------- | ------------------------------------------------------ |
| 小袖屏風虫干し図         | 紙本著色               | 1巻            | 40.5x600.0                           | 大阪市立美術館     |                      | 款記「如春斎」/「如春斎」朱文方印・「勝兼寿印」白文方印   |                                                        |
| 松楓に孔雀・松桜に孔雀図 | 紙本金地著色           | 襖各4面        | 198.0x95.0（各）                     | 池田市・弘誓寺     |                      | 款記「台賜如春斎典寿」/「典寿」白文方印・「如春」朱文方印 | 池田市指定文化財                                       |
| 桐鳳凰孔雀図             | 紙本金地著色           | 襖4面          | 169.0x91.2（各）                     | 尼崎市・浄専寺     |                      | 款記「台賜如春斎典寿」/「典寿之印」白文方印               |                                                        |
| 秋草に鶴図               | 紙本金地著色           | 襖4面          | 185.4x86.9（各）                     | 豊中市・養照寺     |                      | 款記「台賜如春斎典壽」/「典寿之印」朱文方印               |                                                        |
| 三十三観音図             | 紙本墨画著色           | 33幅対         | 約110x52                             | 西宮市・茂松寺     | 1763年（宝暦13年）頃 |                                                           | 東福寺にある明兆筆「三十三観音図」の模写。             |
| 十八天図                 | 紙本墨画著色           | 双幅           | 111.5x52.4・11.0x52.2                | 西宮市・茂松寺     | 1763年（宝暦13年）頃 |                                                           | 現在は東福寺塔頭永明院にある明兆筆「十八天図」の模写。 |
| 楼閣山水図               | 紙本墨画淡彩           | 襖4面          |                                      | 柿衛文庫           |                      | 款記「台賜如春斎典壽」/「典寿之印」朱文方印               |                                                        |
| 龍虎図屏風               | 紙本墨画               | 六曲一双押絵貼 | 132.5x55.0（各）                     | 白鹿記念酒造博物館 |                      | 無款/「台賜」印・「如春斎」朱文方印                       |                                                        |
| 四季草花図・芦雁図       | 紙本金地著色・紙本墨画 | 六曲一双・両面 | 169.4x369.0（各）                    | 個人               |                      | 款記「台賜如春斎」/「典寿之印」朱文方印                   |                                                        |
| 琴棋書画図屏風           | 紙本墨画著色           | 六曲一双       | 右隻：156.0x348.4・左隻：156.5x348.4 | 個人               |                      | 款記「台賜如春斎典壽」/「典寿之印」朱文方印               |                                                        |